# Ezdan Holding Group
Die Ezdan Holding Group (EHG) (arabisch مجموعة إزدان القابضة, DMG Maǧmūʿat Izdān al-Qābiḍa) ist ein Multi-Milliardenunternehmen aus Doha, Katar. Das Unternehmen wurde von Scheich Thani bin Abdallah Al Thani im Jahre 1993 gegründet.

## Geschichte
Im Jahre 1960 gründete Scheich Thani bin Abdallah Al Thani eine Firma unter dem Namen Thani bin Abdullah Housing Group (مجموعة ثاني بن عبد الله للإسكان / Maǧmūʿat Ṯānī b. ʿAbd Allāh li-l-Iskān). Erst 1993 änderte er die Rechtsform in eine Limited Liability Company. 2007 wurde die Firma in eine an der Börse gehandelte Aktiengesellschaft umgewandelt. Zwischen 2008 und 2009 wurde das Unternehmen an der katarischen Börse gehandelt. 2012 akquirierte die Firma einige andere Firmen aus den Bereichen Finanzdienstleistungen, Medien, Gesundheit und Versicherungen.
Die Ezdan Holding Group ist die größte Immobilienfirma am Persischen Golf und wurde 2013 von Forbes auf dem 17. Platz der größten arabischen Unternehmen gelistet. Zudem ist die EHG auf dem 1250. Platz der weltweit größten Firmen.
Während der Fokus der EHG vor allem auf nationalen Immobilien liegt, wird versucht das Investment-Portfolio zu diversifizieren.
Die EHG half Katar auch sich auf die Asienspiele 2006 vorzubereiten, indem verschiedene Immobilien für die Austragung des Events gekauft wurden.
2016 wurde angekündigt, dass man zur Diversifikation in Äthiopien in ein großes Luxusressort investieren werde.

## Scheich Thani
Der Gründer der EHG ist Scheich Thani bin Abdallah Al Thani. Er ist ein reicher Geschäftsmann und Mitglied der Herrscherfamilie von Katar. Er ist auch an einigen gemeinnützigen Projekten beteiligt.
Thani bin Abdallah Al Thani ist ebenso der Mehrheitsaktionär der Qatar Islamic Insurance Company und der Gründer der Qatar Medical Care Group.
Thani bin Abdallah Al Thani erhielt die Auszeichnung "Growing Beyond Summit" von Ernst and Young im Jahre 2012.

## Auszeichnungen
Über die Jahre wurden mehrere Auszeichnungen von der EHG gewonnen. EHG gewann zwei Auszeichnungen für Wasser- und Energie-Nachhaltigkeit sowie die Auszeichnung für das energieeffizienteste Einkaufsgebäude.
Im Jahre 2014 gewann die EHG den "Enterprise Agility Award" des Entrepreneur Magazines in Kollaboration mit der Barclays-Bank für ihre Exzellenz in der Immobilienbranche. Im selben Jahr gewann die Tochtergesellschaft Ezdan Hotels die Auszeichnung für höchste Servicequalität von International Hotelbeds.
Für ihr gesellschaftliches Engagement gewann die EHG 2014 die Auszeichnung für die beste Initiative für soziale Verantwortung.